# Clausena wallichii
Clausena wallichii là một loài thực vật có hoa trong họ Cửu lý hương. Loài này được Oliv. mô tả khoa học đầu tiên năm 1861.